# Pseudolycoriella atrostriata
Pseudolycoriella atrostriata är en tvåvingeart som först beskrevs av Werner Mohrig och Heller 1992.  Pseudolycoriella atrostriata ingår i släktet Pseudolycoriella och familjen sorgmyggor.
Artens utbredningsområde är Tyskland. Inga underarter finns listade i Catalogue of Life.